# Dinh dưỡng trước sinh
Chế độ dinh dưỡng và kiểm soát cân nặng trước và trong khi mang thai có tác động sâu sắc đến sự phát triển của trẻ sơ sinh. Đây là thời điểm khá quan trọng cho sự phát triển thai nhi vì trẻ sơ sinh phụ thuộc rất nhiều vào lượng chất dự trữ và dinh dưỡng của người mẹ để tăng trưởng tối ưu và có được một sức khỏe tốt cho cuộc sống sau này. Dinh dưỡng trước sinh chỉ đến các khuyến nghị về dinh dưỡng trước và trong khi mang thai. Dinh dưỡng trước sinh có ảnh hưởng lớn đến cân nặng sơ sinh và sự phát triển của trẻ.
Có một câu nói phổ biến rằng 'một bà mẹ mang thai đang ăn cho hai người' ngụ ý rằng bà mẹ nên ăn vào gấp đôi trong khi mang thai. Tuy nhiên, trên thực tế, điều này là không đúng sự thật. Mặc dù lượng ăn vào của mẹ sẽ ảnh hưởng trực tiếp đến cả chính bản thân và thai nhi đang quá trình phát triển, nhưng việc ăn quá nhiều sẽ làm tổn hại cho sức khỏe em bé vì trẻ sơ sinh sẽ phải hoạt động nhiều hơn để trở nên khỏe mạnh trong tương lai. So với trẻ sơ sinh, người mẹ có ít nguy cơ sinh học hơn. Do đó, nếu lượng calo quá mức, thay vì chuyển đến em bé, thì lại được lưu trữ dưới dạng chất béo trong cơ thể người mẹ. Ngược lại, lượng chất mẹ đưa vào không đủ sẽ dẫn đến cân nặng sơ sinh thấp hơn.
Duy trì một cân nặng hợp lý trong khi mang thai giúp làm giảm các rủi ro bất lợi cho trẻ sơ sinh như dị tật bẩm sinh, cũng như các bệnh mãn tính khi đến tuổi trưởng thành như béo phì, tiểu đường và bệnh tim mạch. Tốt nhất, nên theo dõi tốc độ tăng cân trong thai kỳ để trẻ sơ sinh có được sự phát triển lý tưởng nhất.